# 根纳季·马纳科夫
根纳季·米哈伊洛维奇·马纳科夫（俄语：Геннадий Михайлович Манаков，羅馬化：Gennadi Mikhailovich Manakov，1950年6月1日—2019年9月26日）是苏联宇航员。

## 生平
1950年6月1日出生于苏联齐卡洛夫州。1967年中学毕业，进入古比雪夫航空学院。1969年开始在苏联军队服役。精通Su-15攔截機的驾驶。1974年加入苏联共产党。1985年入选宇航员队伍。
1990年8月1日与根纳季·斯特列卡洛夫乘坐联盟TM-10前往和平号空间站。期间进行了一次太空行走任务。1990年12月10日与斯特列卡洛夫以及日本人秋山丰宽返回地面。
1993年1月24日与亚历山大·波列修克乘坐联盟TM-16再次前往和平号空间站。期间进行了两次太空行走任务。7月22日与波列修克以及法国人让-皮埃尔·艾涅尔返回地面。
原计划在1996年进行第三次太空飞行，但后来出于健康原因退役。
2019年9月26日去世。

## 统计
| # | 发射载具  | 发射时间（UTC）      | 任务代号 | 着陆载具  | 着陆时间（UTC）       | 时长总计          | 舱外活动次数 | 舱外活动时长 |
| - | --------- | -------------------- | -------- | --------- | --------------------- | ----------------- | ------------ | ------------ |
| 1 | 联盟TM-10 | 1990年8月1日9时32分  | 远征7    | 联盟TM-10 | 1990年12月10日6时08分 | 130天20小时35分钟 | 1            | 2小时45分钟  |
| 2 | 联盟TM-16 | 1993年1月24日5时58分 | 远征13   | 联盟TM-16 | 1993年7月22日6时41分  | 179天00小时43分钟 | 2            | 9小时58分钟  |
|   |           |                      |          |           |                       | 309天21小时18分钟 | 3            | 12小时43分钟 |

太空行走统计
| #      | 日期（UTC）    | 同伴                | 持续时长 |
| ------ | -------------- | ------------------- | -------- |
| 1      | 1990年10月29日 | 根纳季·斯特列卡洛夫 | 2时45分  |
| 2      | 1993年4月19日  | 亚历山大·波列修克   | 5时25分  |
| 3      | 1993年6月18日  | 亚历山大·波列修克   | 4时33分  |
| 总时长 | 总时长         | 总时长              | 12时43分 |

## 荣誉
- 蘇聯英雄荣誉称号（1990年12月10日）
- 苏联宇航员荣誉称号（1990年12月10日）
- 各族人民友谊勋章（1993年7月23日）
- 军功勋章（2000年3月2日）
- 太空探索優異獎章（2011年4月12日）[6]
- 军官级法國榮譽軍團勳章（1992年）